# Natta (genre)
Pour les articles homonymes, voir Natta (homonymie).
Genre
Synonymes
- Cyllobelus Simon, 1886

Natta est un genre d'araignées aranéomorphes de la famille des Salticidae.

## Distribution
Les espèces de ce genre se rencontrent en Afrique et en Arabie.

## Liste des espèces
Selon World Spider Catalog (version 26, 24/02/2025) :
- Natta chionogaster (Simon, 1901)
- Natta horizontalis Karsch, 1879
- Natta triguttata Haddad & Wesołowska, 2024

## Systématique et taxinomie
Ce genre a été décrit par Karsch en 1879 dans les Attidae.
Cyllobelus a été placé en synonymie par Prószyński en 1985.

## Publication originale
- Karsch, 1879 : « West-afrikanische Arachniden, gesammelt von Herrn Stabsarzt Dr. Falkenstein. » Zeitschrift für die Gesammten Naturwissenschaften, vol. 52, p. 329-373.